# Marie-Christine Gessinger
Marie-Christine Gessinger (n. 1992 – d. 4 martie 2010) a fost un fotomodel austriac, care a murit în urma unui accident de circulație la vârsta de 17 ani.